# Paul Hirschberg
Paul Hirschberg (* 13. Juni 1901 in Straßburg, Elsass; † 7. April 1999 in Stuttgart-Riedenberg) war ein deutscher paramilitärischer Aktivist und SS-Führer, zuletzt im Rang eines SS-Standartenführers. Er wurde bekannt als einer der Angeklagten im sogenannten „Kleinen Hitler-Prozess“ von 1924.

## Leben und Tätigkeit
Hirschberg trat im Sommer 1923 in München in den sogenannten Stoßtrupp Adolf Hitler ein, einer unter paramilitärischen Vorzeichen organisierten persönlichen Leibwache des Chefs der Nationalsozialistischen Deutschen Arbeiterpartei (NSDAP), mit der er am 8. und 9. November 1923 am Hitlerputsch teilnahm. Nach der Niederschlagung des Putsches wurde er in Haft genommen.
Im April 1924 wurde Hirschberg im Rahmen des Prozesses gegen vierzig Angehörige des Stoßtrupps vor dem Münchener Volksgericht (sogenannter „Kleiner Hitler-Prozess“) zu einer Strafe von fünfzehn Monaten Festungshaft mit der Aussicht auf vorzeitige Entlassung nach Verbüßung einiger Monate verurteilt. Anschließend wurde er in die Festung Landsberg verbracht, wo er die Gefangenschaft mit Adolf Hitler, Rudolf Heß, Hermann Kriebel, Friedrich Weber und einundzwanzig weiteren Stoßtruppmännern teilte.
Nach der Neugründung der NSDAP trat Hirschberg ihr zum 1. Mai 1925 erneut bei (Mitgliedsnummer 907). Um 1931 wurde er außerdem Mitglied der SS (SS-Nummer 99.829).
Seit 1938 war Hirschberg als Stabs- und Abschnittsführer beim Sicherheitsdienst des Reichsführers SS tätig. Für das Jahr 1939 ist er als SS-Obersturmbannführer als Dienststellenleiter des Sicherheitsdienstes der SS in Chemnitz nachweisbar. Im Oktober 1940 wurde Hirschberg dann als Kommandeur der SD-Schule Bernau bestallt. 1942 wurde Hirschberg zur Allgemeinen SS zurückversetzt, da die SD-Führung zu der Auffassung gelangt war, dass Hirschberg sich 1941 als Einsatzkommandoführer im Elsass „den ihm gestellten Aufgaben […] rein sachlich nicht gewachsen“ gezeigt hätte. Zum 30. Januar 1943 erreichte Hirschberg seinen höchsten SS-Rang mit der Beförderung zum Standartenführer.
Von 1943 bis 1945 führte Hirschberg die 54. SS-Standarte „Seidel-Dittmarsch“.